# Saint-Lumier-en-Champagne
Saint-Lumier-en-Champagne è un comune francese di 227 abitanti situato nel dipartimento della Marna nella regione del Grand Est.

## Società

### Evoluzione demografica
Abitanti censiti